# Чудомех, Игорь Викторович
И́горь Ви́кторович Чудоме́х (род. 24 октября 1993, Санкт-Петербург, Россия) — российский хоккеист, игравший в составе клубов Латвийской и Эстонской хоккейных лиг.

## Биография
Воспитанник хоккейной школы петербургского СКА. Дебютировал в сезоне 2010/2011 в петербургских «Серебряных Львах» в Молодёжной хоккейной лиге (МХЛ). В конце ноября 2010 года получил закрытую черепно-мозговую травму после избиения 30-летним соперником в ходе матча на первенство Санкт-Петербурга (где представлял «Спартак», проходя в нём реабилитацию после перелома руки в матче МХЛ), и пропустил остаток сезона.
В сезоне 2011/2012 представлял даугавпилсский клуб «Латгале», выступавший в чемпионате Латвии, в следующем сезоне уехал в Финляндию, где играл в четвёртом по значению II дивизионе в клубе «Лямярит» из городка Кеми.
Вернувшись в Россию, в сезоне 2013/2014 представлял кирово-чепецкую «Олимпию» (МХЛ). Завершил карьеру в сезоне 2014/2015 в составе клуба из Кохтла-Ярве «Виру Спутник», выступающего в чемпионате Эстонии.